# Pasărea Kiwi

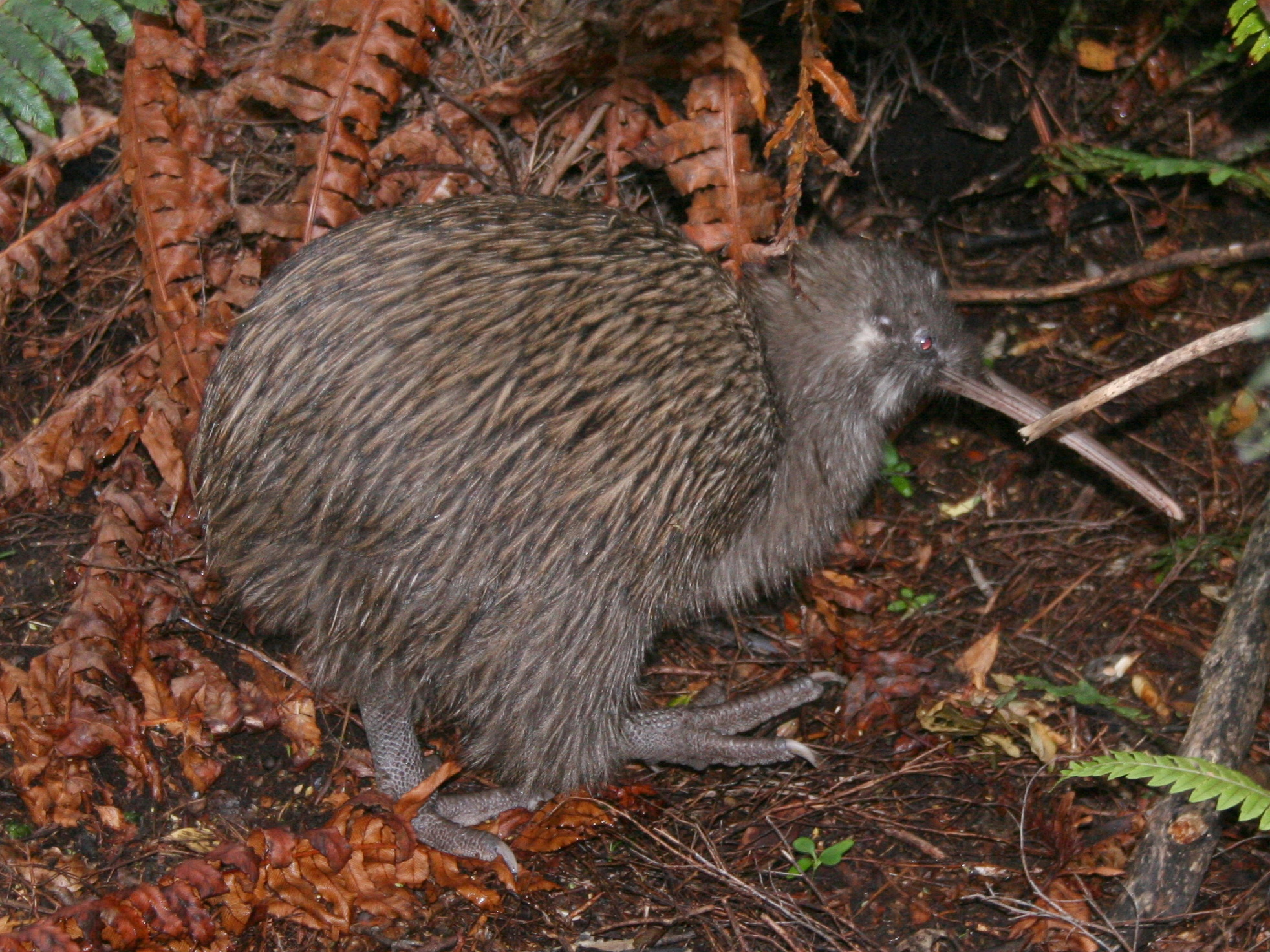
Apteryx australis

Kiwi (Apteryx) este o pasăre acarinată din Noua Zeelandă, înaltă de 30 cm, cu aripile atrofiate, lipsită de claviculă, care se hrănește cu larve de insecte și duce o viață nocturnă.
Unul din punctele de atracție a orașului neozeelandez Rotorua este o casă kiwi, unde vizitatorii au ocazia să admire pasărea națională și simbolul Noii Zeelande. Fiind păsări de noapte, păsările kiwi nu pot fi întâlnite la fiecare pas. O pasăre kiwi nu este capabilă să zboare, purtând doar o pereche de aripi rudimentare și nu are coadă. Este singura pasăre care se ghidează în vânătorile sale după miros. La capătul ciocului prelung este prevăzută cu nări, pe care și le lipește de pământul umed pentru a adulmeca râmele, larvele, insectele sau rădăcinile.
De mărimea puilor de găină, păsările kiwi sunt aproape oarbe. Ele trăiesc în vizuini săpate în pământul umed își depun ouăle de dimensiuni uriașe câte unul sau două pe an, cântărind până la 450 grame, ceea ce reprezintă aproximativ 25% din greutatea femelei. Raportate la proporțiile păsării, ouăle sunt cele mai mari ouă ale vreuneia dintre specii.

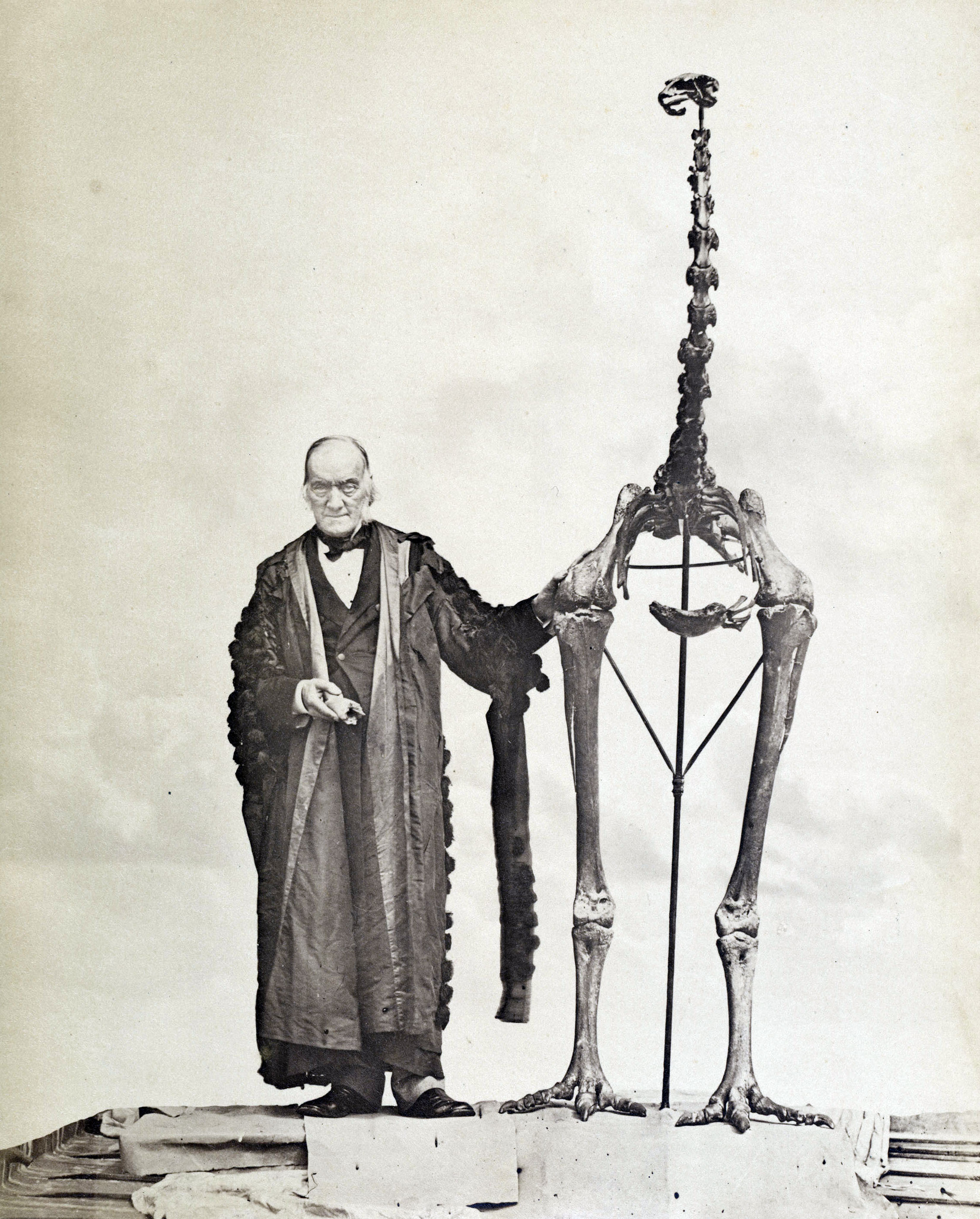
Schelet de pasăre moa Dinornis giganteus (robustus)

Bărbătușul incubează ouăle, în timp ce adoarme în vizuină, pentru ca după aproape 3 luni puișorii să spargă coaja și să iasă acoperiți cu pene. Localnicii maori considerau toate speciile de păsări sacre, ca odraslele zeului pădurilor, păsările kiwi fiind sacre. Numai căpeteniilor le era permis să mănânce carnea de kiwi, iar pieile cu pene erau purtate de mai marii tribului ca pelerine.
Kiwi este înrudită cu mult mai marea pasăre moa, de asemenea incapabilă să zboare, și dispărută în secolul al XVIII-lea. O anumită specie de moa măsura 3,7 metri și era cea mai mare pasăre văzută vreodată.
În studiul „Ancient DNA reveals elephant birds and kiwi are sister taxa and clarifies ratite bird evolution”, publicat în revista Science din 23 mai 2014, cercetătorii Universității Adelaide din Australia susțin că pasărea Kiwi și pasărea elefant din Madagascar au evoluat dintr-un strămoș comun în urmă cu aproximativ 50 de milioane de ani.